# Pedregal (Tumbes)
Pedregal es un caserío peruano ubicado en el distrito de Zorritos, perteneciente a la provincia de Contralmirante Villar del departamento de Tumbes, al norte del Perú. 

## Ubicación
Pedregal se ubica al norte de la provincia de Contralmirante Villar, en el distrito de Zorritos, en el departamento de Tumbes.

## Demografía
En 2017 Pedregal tenía una población de 81 habitantes.
| Gráfica de evolución demográfica de Pedregal entre 1993 y 2017 |
|                                                                |
| Fuentes: Población 1993 y 2017                                 |